# Iris latifolia

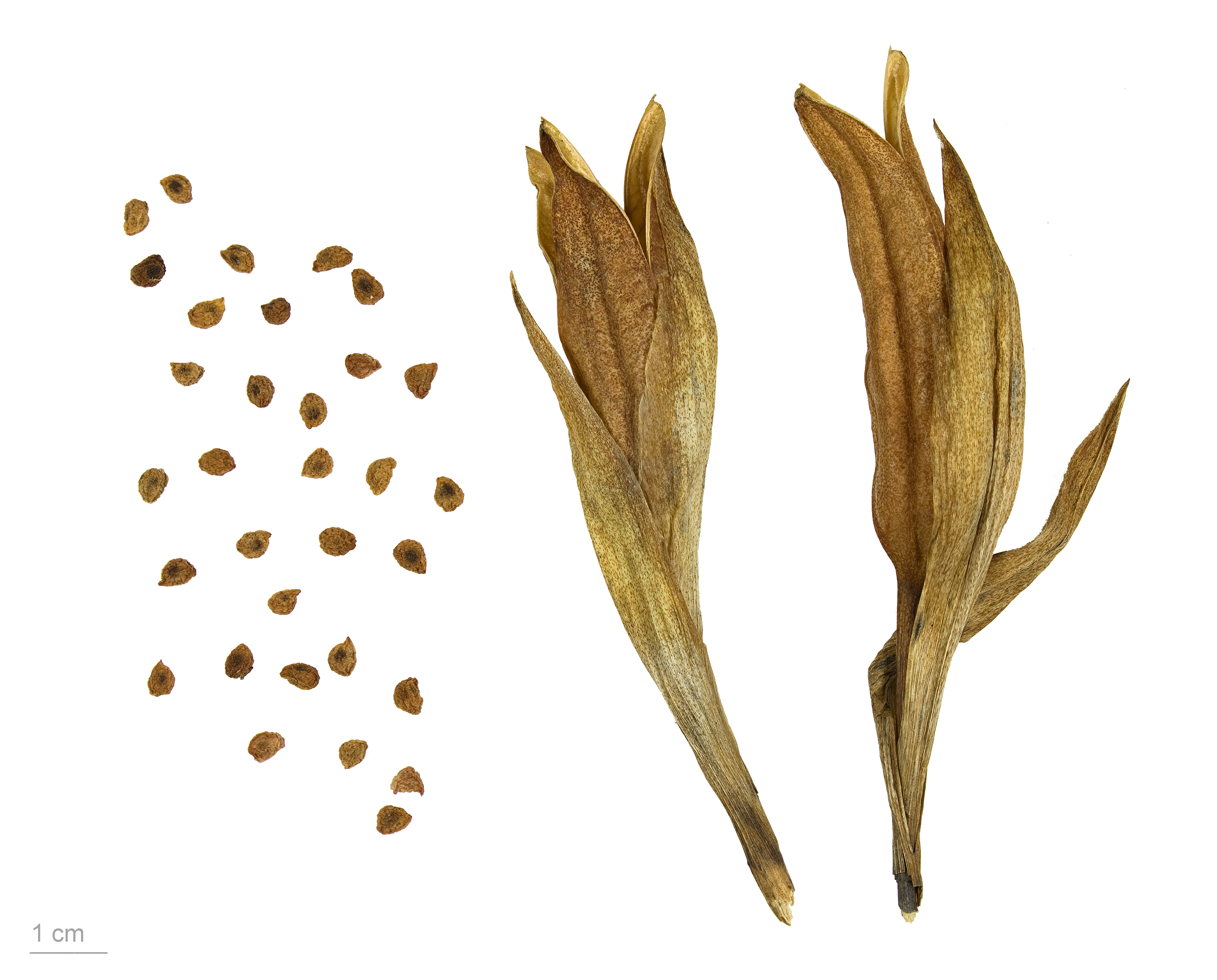
Iris latifolia

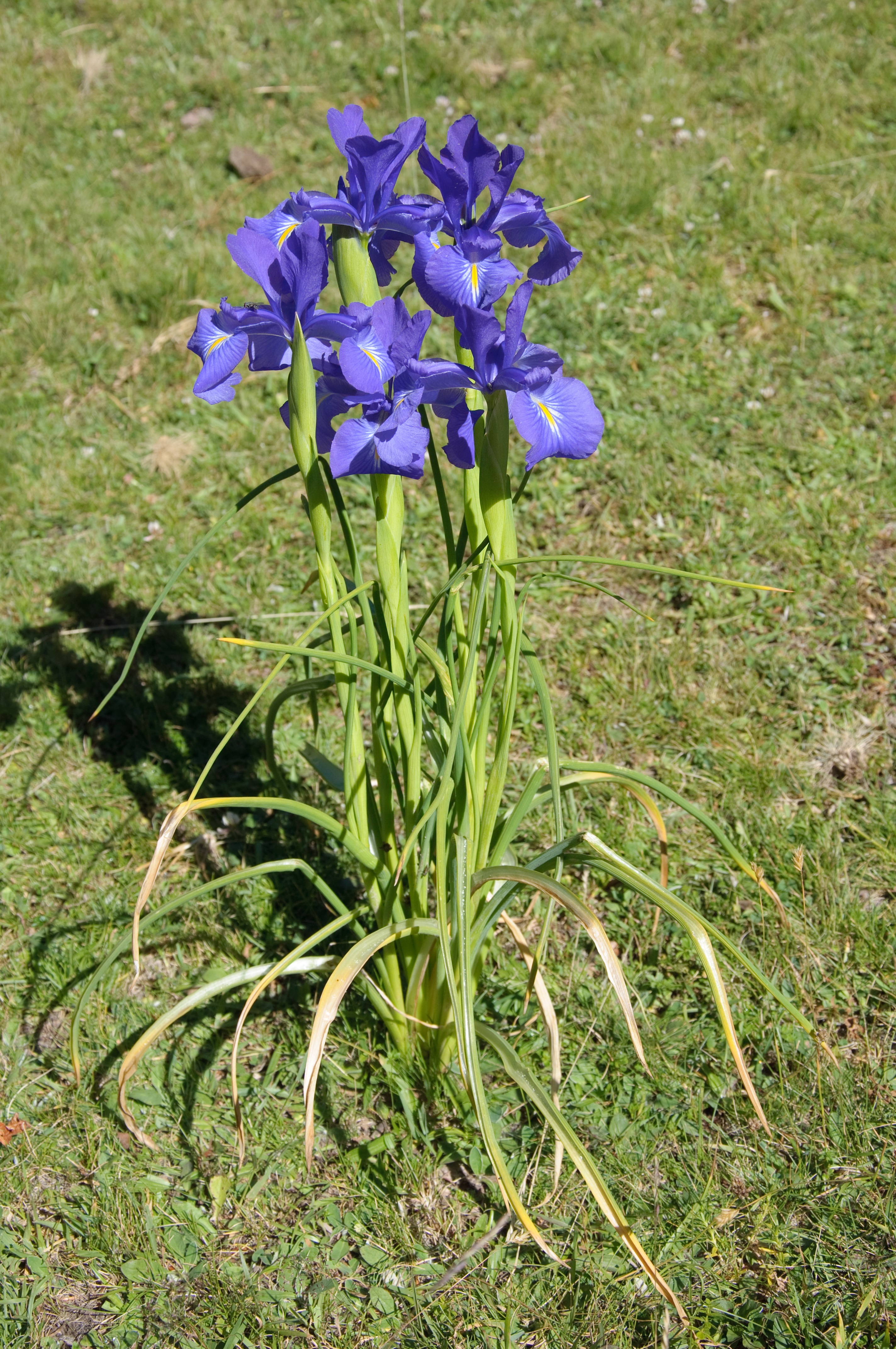
Vista de la planta

El lirio azul (Iris latifolia) es una especie  que puede alcanzar 70 cm de altura, de la familia de las iridáceas. Es endémico de la península ibérica.

## Descripción
Hojas anchamente lineares, aproximadamente tan largas como el tallo, acanaladas, las inferiores de 25 a 70 cm por 5-8 mm de ancho, blanquecinas por el lado cóncavo, las superiores más cortas y más anchas. Tallo folioso, no ramificado, fistuloso, de hasta 60 cm. Raíz con bulbo con raicillas no persistentes y túnicas papiráceas. Con dos flores hermafroditas de color azul vivo, en ocasiones blancas, provistas de dos espatas iguales, y muy dilatadas que rodean el ovario; pedúnculo corto y tépalos desiguales, los externos con un limbo obovado y emarginado, tan largo como la parte estrecha que lo sostiene, con lámina redondeada tan larga como la uña, ésta triangular de 2,5 a 3 cm de ancho e igual o más corta que el limbo del segmento, con una mancha anaranjada y que pueden tener un penachito de pelos mucho más largos que los internos, los cuales son erectos y bilobulados; todas las piezas se sueldan en la base formando un tubo de uno 5 mm de largo, con tres estambres y estilos petaloideos, anchos y con tres brazos.

## Distribución y hábitat
En la península ibérica en la cordillera Cantábrica, Pirineos y sistema Central. Es común en los prados húmedos alpinos. Hasta 2500 m s. n. m.

## Taxonomía
Iris latifolia, fue descrita por (Mill.) Voss y publicado en Vilmorins Blumengärtnerei ... Dritte neubearbeite Auflage 1: 982. 1895.
Etimología
Iris: nombre genérico llamado así por Iris la diosa griega del arco iris.
latifolia: epíteto latino que significa "con la hoja ancha".
Sinonimia
- Xiphion latifolium Mill., Gard. Dict. ed. 8: 3 (1768).
- Iris xiphioides Ehrh., Beitr. Naturk. 7: 140 (1792).
- Iris anglica Steud., Nomencl. Bot.: 437 (1821).
- Xiphion jacquinii Schrank, Flora 7(2 Beibl.): 17 (1824).
- Iris cepifolia Stokes, Bot. Comm. 1: 233 (1830).
- Iris pyrenaica Bubani, Dunalia: 94 (1878), nom. superfl.
- Iris argentea auct., Rev. Hort. 63: 36 (1891).[5]

## Nombres comunes
- Castellano: lirio, lirio amarillo, lirio azul, lirio bulboso, lirio fino, lirio de montaña.[6]